# Coniophanes longinquus
Coniophanes longinquus är en ormart som beskrevs av Cadle 1989. Coniophanes longinquus ingår i släktet Coniophanes och familjen snokar.
Artens utbredningsområde är Peru och Ecuador. De första exemplaren hittades vid 1300 meter över havet. Honor lägger ägg.
Inga underarter finns listade i Catalogue of Life.